# برهان أسفاو
برهان أسفاو (بالأمهرية: በርሃነ አስፋው) (من مواليد 22 أغسطس 1954 في قوندر، إثيوبيا) هو عالم أحفوريات إثيوبي شارك في اكتشاف بقايا هيكل عظمي بشري في هيرتو بوري في إثيوبيا تم تصنيفها لاحقًا على أنها الإنسان العاقل الأول، سلالات مبكرة من الإنسان العاقل.

## النشأة
كان والد برهان هو الأمين العام لقوندر، ولبرهان خمسة أشقاء وثماني أخوات. نشأ برهان في حي كيبيلي هوليت في قوندر. قضى وقت فراغه في ركوب الدراجة ولعب كرة القدم. شجعه والداه على الذهاب إلى المدرسة وبرع في دراسته.

## الحياة المهنية
تخرج من جامعة أديس أبابا عام 1980 وجامعة كاليفورنيا في بيركلي عام 1989. وهو عضو في الأكاديمية الوطنية للعلوم. يعمل برهان منذ خمسة وعشرين عامًا كباحث خاص في وزارة الثقافة الإثيوبية، ومركز البحوث وحفظ التراث الثقافي. أسس أول مختبر بحثي في المتحف الوطني لإثيوبيا. قاد برهان البعثات الأثرية الكبرى في منطقة ولاية عفر والتي أدت إلى اكتشافات رائدة في التطور البشري. في عام 1981 شارك في تأسيس مجموعة Middle Awash Research Group. واجه تحديات كبيرة خلال فترة ديرغ عندما تم القبض على العديد من زملائه وقتلهم. بالإضافة إلى ذلك، كان برهان ينتقد تجاهل دورج للمواقع الأثرية عندما تم بناء سد ميلكا واكينا في عام 1988 على موقع أثري مفتوح غني. في عام 1992 اكتشفت مجموعته أقرب أشولينية حيث كانت النتائج موضوع الغلاف في مجلة الطبيعة. ويعزى هذا الاكتشاف الكبير جزئياً إلى قيام الجبهة الثورية الديمقراطية الشعبية الإثيوبية بجلب الاستقرار إلى إثيوبيا مما سمح لمجموعة الأبحاث بالعمل في المناطق النائية. كان الاكتشاف الرئيسي التالي في عام 1997، عندما اكتشفت مجموعته أوسترالوبيثكس جارهي. بقايا متحجرة من الإنسان العاقل الأول تم اكتشافها في هيرتو بالقرب من عواش الأوسط. على مر السنين واصلت عمليات التنقيب عن العثور على أسترالوبيتك أنامنسيس والإنسان المنتصب، بالإضافة إلى اكتشاف خمسة أنواع جديدة تجعل إثيوبيا أغنى موقع اكتشاف.